# Dolni Dabnik (obchtina)
Dolni Dabnik (bulgare : Долни Дъбник) est une obchtina de l'oblast de Pleven en Bulgarie.